# Maotianshania cylindrica
La maotianshania (Maotianshania cylindrica) è un animale vermiforme estinto, forse appartenente ai nematomorfi. Visse nel Cambriano inferiore e Cambriano medio (515-505 milioni di anni fa), e i suoi resti sono stati ritrovati in Cina, principalmente nel giacimento di Maotianshan (da cui prende il nome).

## Descrizione
Gli esemplari di maggiori dimensioni raggiungevano i quattro centimetri di lunghezza e i due millimetri di larghezza; il corpo era allungato e piuttosto snello, con annulazioni leggermente convesse e ricoperte da numerosi piccoli fori, che suggeriscono la presenza di scleriti. Nella parte anteriore era presente una proboscide con numerose papillae e spine disposte in cerchi. La parte posteriore dell'animale, invece, terminava in un paio di uncini ricurvi. Strutture simili sono presenti anche in esemplari fossili di altri esseri vermiformi di Maotianshan, come Cricocosmia e Palaeoscolex. L'intestino, conservatosi sotto forma di pellicola scura, era diritto e stretto. 

## Parentele
Alcuni studiosi ritengono che la maotianshania fosse un rappresentante primitivo dei nematomorfi, (Hou e Bergstrom, 1994). Altri, invece, hanno messo in risalto le caratteristiche che porrebbero questo animale tra i priapulidi (Chen & Zhou 1997, Conway Morris 1997). 

## Habitat
In alcuni esemplari si è conservato l'intestino ripieno di fango, a testimonianza che la maotianshania doveva nutrirsi di depositi di fondale. Nello stesso giaacimento sono state ritrovate tracce tubolari semplici, probabilmente prodotte dalla maotianshania o da animali simili. 

## Fossili
La maotianshania è conosciuta attraverso migliaia di esemplari fossili, molti dei quali mostrano dettagli delle parti molli. Gran parte di questi ritrovamenti sono stati effettuati nella provincia dello Yunnan, in particolare nella regione di Chengjiang, ma il genere Maotianshania è stato ritrovato anche nel giacimento di Kaili, nella provincia di Guizhou, in strati del Cambriano medio. 